# Carlos Fernando Nicolia Heras
Carlos Fernando Nicolia Heras ou Carlos Nicolia, est un joueur international argentin de rink hockey né le 4 avril 1986. Il évolue, en 2015, au sein du SL Benfica.

## Palmarès
En 2015, il participe au championnat du monde de rink hockey en France.